# 旭山城
旭山城（あさひやまじょう）は、信濃国水内郡長野村旭山（現在の長野県長野市平芝）にあった日本の城（山城）。

## 概要

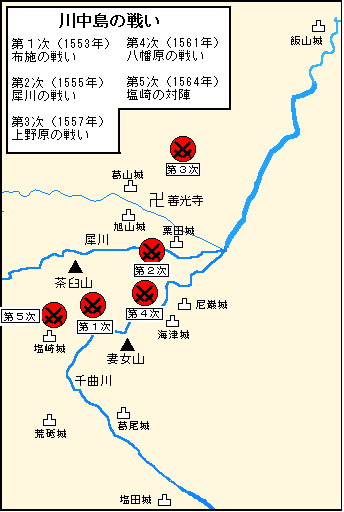
川中島の戦い[//upload.wikimedia.org/wikipedia/ja/1/17/%E5%B7%9D%E4%B8%AD%E5%B3%B6%E3%81%AE%E6%88%A6%E3%81%84.png 拡大

旭山城の築城時期は不明だが、かなり古い時代から置かれてらしく戦国時代初期には村上氏に属した朝日右近と言う守将が居たと伝えられている。

### 第二次川中島の戦い
天文24年（1555年）、第二次川中島の戦いで、善光寺別当栗田鶴寿（栗田寛久）は武田晴信（武田信玄）と通じ、鉄砲300と弓800、兵3000の支援を受けて善光寺の西にあるこの旭山城に籠もった。
長尾景虎（上杉謙信）は、善光寺東側にある横山城に陣を構えていたが、謙信は付城となる葛山城を裾花川対岸の山上に築いた。
対陣は数ヶ月に及んだが、今川義元の仲介で和議が成立した。和議の条件として旭山城の破壊が盛り込まれ、破壊された。

### 第三次川中島の戦い
弘治3年（1557年）、第三次川中島の戦いで、弘治3年（1557年）武田軍が葛山城を急襲し落城させると、翌年、長尾景虎も雪解けを待って出陣し旭山城を再建し守兵を置いた。

### 第四次川中島の戦い
永禄4年の第四次合戦では越後軍の川中島進出や引き上げの際には重要な役目を果たし、特に退陣の小荷駄隊が犀川小市の渡しを渡河する際には旭山城を駆け下りた守兵の援護で、武田軍の追撃をかろうじて振り切ったと伝えられている。
永禄4年(1561年)冬、謙信が越後から出られなくなると、時の守将であった小柴見宮内(小柴見城主)は援護を得られず武田方に滅ぼされ、記録に出なくなったので廃城になったと思われる。

## 遺構
構造としては、石垣の痕跡が主郭などにあり、何本もの堀切や竪堀、そして横堀の存在も認められる。
- 主郭跡 - 「朝日山城」城址碑。
- 物見台 - 川中島古戦場や長野駅などが眺望できる。

## 交通
- JR北陸新幹線・長野駅から徒歩60分
- 上信越自動車道・長野ICから20分
  - 朝日山観世音堂駐車場